# La spada di cenere
La spada di cenere (Piemme Edizioni, 27 gennaio 2015) è il quinto romanzo per ragazzi della serie fantasy Nelle terre di Aurion, scritta da Luca Azzolini.

## Trama
Il grande Arcimago Auren si trova sulle Montagne Senza Tempo, ormai certo che la sua fine è ormai vicina avendo trascorso centocinquant'anni. Tuttavia, il suo forte desiderio di continuare a vivere richiama l'oscurità del Regno della Notte Eterna che lo fa ridiventare giovane ma corrompendolo fin dentro il cuore: in quel preciso istante nacque il Principe della Notte.
Dorian e Ravi, con la compagnia di Honor e Kiki continuano la loro missione nel recuperare gli ultimi due talismani, dopo che Bromonte ha preso gli altri tre che avevano recuperato, e si dirigono verso il Deserto di Fuoco, dove è nascosta la Spada di Cenere. Il rapporto tra Dorian e Ravi, comunque, non è proprio dei migliori in quanto Dorian non può perdonarlo perché stavano mettendo davanti la missione invece di cercare Mayra.
Nel frattempo Bromonte ritorna al Palazzo delle Tenebre, consegnando il Libro del Sapere, il Calice della Verità e lo Scudo di Pietra al Principe della Notte, che sta spiando i preparativi dell'Alleanza di Aurion, certo che alla fine la potrà stroncarla sul nascere.
Dorian e Ravi riescono a ricostruire il loro rapporto in quanto il ragazzo capisce cosa abbia dovuto passare Ravi dopo la perdita di Alimantes, e che fu un'aquila a portarle Mayra ancora neonata, che riconobbe come la figlia di Mirage, la fata che lui aveva conosciuto al Palazzo d'Estate delle Isole Volanti. Per proteggera la bambina, Ravi andò nel villaggio dove si era nascosta Baba, certo che lei le avrebbe insegnato bene le arti magiche sotto la sua protezione.
Sulla Baia della Luna, Mayra è ancora amareggiata per quanto è successo ad Arborea e cerca di capire quale sia l'origine del suo oscuro potere. Comprende, quindi, che solo Baba può rivelarle la verità e, arrivata al Bastione delle Mareggiate, grazie ad un Portale del Passaggio, arriva alla biblioteca del suo villaggio, interrompendo una riunione tra Baba e Ilian, Naimar e Haires. Congedati i membri dell'Alleanza di Aurion, Baba capisce che il potere oscuro di Mayra è cresciuto sempre di più, e così è costretta a rivelarle la verità: lei è figlia della fata Mirage e del Principe della Notte. Scossa da questa terribile rivelazione, Mayra arriva quasi ad uccidere la sua vecchia mentore, ma alla fine decide di non farlo e decide di andare a Lux, da colui che ha scoperto essere suo padre, per cercare le risposte che cerca.
Intanto, nel Deserto di fuoco, Dorian, Ravi, Honor e Kiki sfuggono a un'imboscata dei giganteschi millepiedi roventi, venendo poi salvati da una tempesta di sabbia dalla fata Rheyna, che li porta nel suo villaggio dove si riposano. In quel momento, Dorian confessa di aver dato a Mayra il Medaglione del Tempo. Il giorno dopo, Dorian, Ravi, Honor e Kiki scoprono che il villaggio è solo un'illusione generata da Rheyna, la quale ha preso il Flauto dei Venti ed è scappata in groppa al suo coleottero, lasciandooli alla mercé degli scheletri che abitano le rovine. Una volta raggiunta la maga, la vedono in difficoltà contro un maraal, un mostro simile ad una locusta corazzata la cui specie domina incontrastata sul deserto, che uccide il coleottero, e dalle cavallette cannibali. Salvata in extremis la fata, questa confessa di aver rubato il Flauto dei Venti perché il faraone Mumian, alleato del Principe della Notte, ha imprigionato sua sorella Damaris, costringendola al suo servizio; in passato, inoltre, aveva chiesto al suo innamorato, Arden, di salvarla, ma lui non fece ritorno.
Credendo alle parole della fata, Dorian e Ravi si mettono in cammino verso la Piramide di Cenere, quartier generale di Mumian, dove è custodita non solo Damaris ma anche la Spada di Cenere. Superate le sfingi del faraone grazie ad un incantesimo di Rheyna, il gruppo si addentra nella piramide, ma in quel momento vengono scoperti dai Cavalieri Senzavita. Riusciti a trattenerli, con non poca difficoltà, a seminarli, il gruppo arriva nell'anticamera della Cripta delle Fiamme, il luogo dove Mumian tiene la Spada di Cenere. In quel momento, però compare Mumian in persona che scatena contro il gruppo il Sauronte, un mostro simile a una salamandra, e minaccia di gettare in un fosso di lava Damaris, rinchiusa in un sarcofago di cristallo. Grazie al coraggio di Dorian riescono a salvare appena in tempo la piccola fata, e grazie al Flauto dei Venti scoprono che il Sauronte è Arden, il fidanzato di Rheyna. A questo punto, il gruppo entra nella Cripta delle Fiamme dove fronteggiano Mumian, a cavallo di un kadavar, e i Cavalieri Senzavita. Dorian riesce, dopo un rocambolesco combattimento aereo sul kadavar, a sconfiggere Mumian e a gettarlo nel magma della piramide, prendendo dopo la Spada di Cenere; Ravi, con l'aiuto di Rheyna e Arden, sconfigge quattro dei Senzavita. 
In quel momento, dal magma emerge la Fenice del Deserto di Fuoco, una gigantesca fenice arancione con tre teste. Nello scontro, gli ultimi due Senzavita vengono inceneriti dal soffio di fuoco della fenice, che poi rivolge la sua attenzione contro Dorian e gli altri; alla fine, Dorian, grazie alla Spada di Cenere, dissolve la fenice, rivelando Muthia, il Cavaliere d'Oro della Fenice, e l'unico a essere una donna. Dopo aver spiegato la situazione a Muthia e della guerra imminente contro il Principe della Notte, in quel momento arriva Raj a cavallo di un'aquila, che rivela ai presenti chi è Arden in realtà: lui è il figlio di Atlas, il Cavaliere d'Oro del Drago; afferma che egli è nato dalla relazione del cavaliere con una cameriera al servizio degli zar del Castello Sospeso, ma che il padre di Atlas cercò in tutti i modi di ostacolare, rendendo la vita del figlio impossibile, e mandando la madre di Arden nel Deserto di Fuoco, non rivelando ad Atlas la verità, rendendolo così un uomo burbero e sfuggente, divorato dalla rabbia che provava nei confronti del padre. A questo punto, affermando che con la morte di Atlas il posto come Cavaliere d'Oro del Drago è vuoto, c'è bisogno di qualcun altro che lo prenda per salvaguardare le Montagne Senza Tempo: è così che Dorian compie sotto lo sguardo ammirato dei presenti la sua prima azione da re, nominando Arden nuovo Cavaliere d'Oro del Drago.
Intanto, Mayra raggiunge la città di Lux, dove incontra con sua sorpresa Bromonte a cavallo di Alimantes, che, nonostante fossero stati nemici, la invita a proseguire verso il Palazzo delle Tenebre, dove la ragazza incontra il suo vero padre: il Principe della Notte. Il despota rivela alla figlia che, avendo spiato tramite dei collegamenti con gli specchi delle veggenze l'Alleanza di Aurion, nessuno potrà più fermarlo, e in quel momento nomina Mayra Principessa del Buio, rivelandole anche il suo vero nome: Miracol. Dopo ordina a Bromonte di dirigersi verso le Rovine Sommerse, il luogo in cui è custodita la Bussola degli Oceani e nuova tappa per Dorian, Ravi, Honor e Kiki, mentre lui innalza al cielo il Palazzo delle Tenebre, pronto a dichiarare guerra all'Alleanza di Aurion.